# Overwatch
Overwatch ist ein Medien-Franchise basierend auf Mehrspieler-Ego-Shootern des US-amerikanischen Spielentwicklers Blizzard Entertainment. Bei diesen handelt es sich um Overwatch aus dem Jahr 2016 und Overwatch 2 aus 2022. Das Spielgeschehen ist nach Warcraft, StarCraft und Diablo im insgesamt vierten Phantasieuniversum Blizzards angesiedelt. Overwatch erschien erstmals im Mai 2016 für Microsoft Windows, PlayStation 4 und Xbox One. Eine Version für Nintendo Switch ist seit dem 15. Oktober 2019 erhältlich.
Overwatch entwickelte sich im Laufe des Jahres 2016 mit über 25 Millionen Spielern zum meistgenutzten Spiel des Entwicklerstudios Blizzard. Es erreichte bereits in der ersten Woche nach der Veröffentlichung einen Rekordumsatz von 270 Millionen Dollar. Die noch in der Testphase des Spiels geäußerten überwiegend verhaltenen bis skeptischen Kritiken wichen nach zahlreichen Verbesserungen großteils positiven Rezensionen mit einem überdurchschnittlichen Meta-Wert von 90 bis 95 Prozent. Das Spiel erhielt im Erscheinungsjahr 2016 Auszeichnungen in verschiedenen Bewertungskategorien, unter anderem mehrere „Game of the Year“-Awards.
Auf der BlizzCon 2019 wurde mit Overwatch 2 ein Nachfolger für das Spiel angekündigt. Dieser soll neben den bekannten Player-versus-Player-Elementen auch Player-versus-Environment-Elemente enthalten.
Overwatch wurde schließlich am 4. Oktober 2022 durch Overwatch 2 abgelöst, das erstmals Free-to-play war.
Im Januar 2018 startete die erste Saison der Overwatch League, einer professionellen E-Sport-Liga für Overwatch 2, 2023 wurde sie eingestellt. Seit 2024 wird stattdessen die Overwatch Champions Series (OWCS) als E-Sport-Nachfolgesystem geführt.
In Overwatch 2 treten zwei Teams zu je fünf Spielern gegeneinander an. Beide Teams kämpfen dabei innerhalb einer vorgegebenen Zeitspanne um die Kontrolle über einen vorgegebenen Standort oder eskortieren eine Fracht auf dem Spielfeld. Es gibt aber auch andere Spielmodi wie Deathmatch oder Eliminierung. Jeder Teilnehmer wählt zuvor einen von 40 Helden aus den drei Kategorien Schaden, Tank und Unterstützer, den er in der aktuellen Runde spielt, aber auch noch während der laufenden Runde innerhalb einer Kategorie wechseln kann.

## Handlung
Handlungsschauplatz der Spiele ist eine technologisch und gesellschaftlich weit fortgeschrittene Erde in der Zukunft. Die namensgebende Overwatch ist eine Elite-Einheit aus Soldaten und Wissenschaftlern, die während der sogenannten „Omnic“-Krise ins Leben gerufen wurde. Die Omnics sind durch künstliche Intelligenz gesteuerte Roboter, die in hochautomatisierten Fabriken („Omnium“) vollkommen ohne menschliches Zutun hergestellt wurden. Die ihnen zugedachten Aufgaben bestanden dabei aus der Sicherung und Verbesserung des menschlichen Lebensstandards. Einige Jahre später starteten die Omnic-Fabriken jedoch eigenmächtig die Produktion von gefährlichen und menschenverachtenden Robotern, die seitdem gegen die Menschheit aufbegehrten. Inmitten dieser Omnic-Krise fiel die Gründung von Overwatch durch die Vereinten Nationen mit dem Ziel, den Terror der Roboter einzudämmen und den Frieden auf Erden wiederherzustellen.
Overwatch wurde zunächst von Gabriel Reyes und Jack Morrison geleitet. Durch seine im Kampf errungenen Erfolge konnte sich Morrison jedoch die alleinige Führung der Einheit sichern. Reyes gründete daraufhin eine im Verborgenen agierende Gruppe, die „Blackwatch“. Nachdem Overwatch gemeinsam mit den Nationen der Erde die Bedrohung durch die Omnics beseitigen konnte, herrschte Frieden und das „Goldene Zeitalter“ begann. Die Gesellschaft gedieh und auch die Technologie entwickelte sich weiter. Doch nachdem von „Blackwatch“ ausgegangene Entführungen, Raubzüge und Nötigungen öffentlich wurden, forderten kritische Stimmen umgehend die Auflösung von Overwatch, denen man irrtümlicherweise diese Untaten zuschrieb. Die persönlichen Differenzen zwischen Reyes und Morrison gipfelten schließlich in einer Explosion im Overwatch-Hauptquartier in der Schweiz, welche das endgültige Aus von Overwatch besiegelte. Daraufhin wurden weitere Overwatch-Aktivitäten unter Strafe gestellt.
Nach der Auflösung von Overwatch erholte sich die Wirtschaft rasch und die Organisation zur Wiedereingliederung der Omnics in die menschliche Welt konnte ihrer Tätigkeit ungestört nachgehen. Doch die Stimmung kippte, nachdem von einigen Unternehmen verschwörerische Aktivitäten bekannt wurden und die Untergrundorganisation „Talon“ den Anführer der Omnics ausschaltete. Ein erneuter Krieg schien unausweichlich. Inmitten dieser chaotischen Zustände startete der Gorilla „Winston“ (der sich selbst als „Wissenschaftler Winston“ bezeichnet) einen Rückruf sämtlicher Agenten von Overwatch, um sie erneut gegen das Böse auf der Welt zu formieren. Bei einem von Tracer und Winston vereitelten Museumsraub der Organisation Talon erfährt die Welt von den neu rekrutierten Overwatch-Mitgliedern und setzt seitdem ihre Hoffnungen in die Heldengruppe.
Die Hintergrundgeschichte von Overwatch wird in animierten Kurzfilmen, Trailern, Comics, Kurzgeschichten und Blog-Einträgen geschildert und illustriert. Eine Kampagne im Spiel, in der die Geschichte nachgespielt werden kann, gibt es nicht. Trotzdem gab es drei Events im Spiel, bei denen zumindest Teile der Geschichte im Spieler-gegen-Umgebung-Modus nachgespielt werden konnten.

## Spielprinzip und Spielarten
In Overwatch 2 sieht und steuert jeder Spieler seinen Helden aus der Egoperspektive. Das Spiel kann in unterschiedlichen Spielarten gespielt werden. Dazu zählen die Schnellsuche, der Ranglistenmodus, der Arcade-Modus und das Benutzerdefinierte Spiel. Ebenfalls gibt es die Möglichkeit ein Training gegen die KI zu starten.
Es gibt 3 grundsätzliche Rollen im Spiel: Tanks mit vielen Trefferpunkten, Schadenshelden mit hoher Feuerkraft und Unterstützer mit heilenden und verstärkenden Fähigkeiten.
Man kann auswählen ob man ein Spiel mit freier Rollenwahl haben möchte bei der jeder Spieler beliebige Helden aus allen Rollen auswählen kann oder ob man sich vorher für eine Rolle entscheiden muss und nur innerhalb dieser den Helden wechseln kann. Häufig sind diese Wechsel taktischer Natur und dienen wie im Falle des sogenannten „Counter-pick“ dazu, einen bestimmten gegnerischen Helden besser neutralisieren zu können. Wie schon beim Multiplayer Online Battle Arena (MOBA) Genre entwickelt sich dadurch eine besondere Dynamik. Entsprechend der Rollenzugehörigkeit der Helden sind in einem Team optimalerweise sich ergänzende Fähigkeiten vertreten.
Jedes der beiden Teams in Overwatch 2 besteht in der Regel aus fünf (Overwatch: sechs) Spielern, in einigen Spielmodi wie dem Arcade-Modus können aber auch weniger Spieler gegeneinander antreten. Ein Team besteht dann normalerweise aus einem Tank, zwei Schadenshelden und zwei Unterstützungshelden.
Zur Kommunikation der Spielgruppenmitglieder untereinander stellt Overwatch sowohl Textchat als auch einen sogenannten Sprachchat (engl. „Voicechat“) bereit. Jedes Mitglied kann einem solchen nur für das eigene Team vorgesehenen Kanal beitreten und so mit seiner Spielgruppe kommunizieren, im Falle des Voicechats mittels Mikrofon.
Am Ende einer Runde stellt das Spiel eine bestimmte Situation als „Highlight des Spiels“ bereit. Darin wählt ein Algorithmus eine besonders spielentscheidende Situation aus, die jeder Spieler der Runde noch einmal sieht. Anschließend wechselt das Spiel in einen Punktebildschirm, in dem man bis zu vier Spieler dieser Partie mit besonderer Leistung Anerkennung aussprechen kann.
Es gibt eine Vielzahl an kosmetischen Gegenständen wie Skins für die Helden, Sprays, Profilbilder, Emotes, Sprüche, Siegerposen oder Waffeneinfärbungen. Diese kann man durch In-Game Währung direkt erwerben. Zusätzlich gibt es jede Saison einen Battle Pass mit vielen Belohnungen.
In Overwatch gab es die Möglichkeit, durch Mikrotransaktionen so genannte „Lootboxen“ zu erwerben. Diese Lootboxen enthielten zufällige kosmetische Gegenstände. Zu speziellen Events gab es spezielle Lootboxen. Dieses Geschäftsmodell geriet aber immer mehr in die Kritik, weil es Aspekte des Glücksspiels aufgewiesen hat.

### Schnellsuche
Die Schnellsuche-Warteschlange ist der Standard für ein Spiel in Overwatch 2. Dabei kann der Spieler einzeln oder in einer Gruppe mit bis zu vier weiteren Spielern die Warteschlange betreten. Das System füllt das eigene Team bei Bedarf mit zufällig ausgewählten Spielern auf. Ist ein Spiel gefunden, gelangen alle zehn Spieler in den Ladebildschirm und anschließend in die Heldenauswahl. Das Schnellsuchespiel kann jederzeit über das Hauptmenü beendet werden, ohne sofortige Sperren zu erhalten. Der verlassende Spieler wird nach kurzer Zeit durch einen anderen Spieler in der Schnellsuchewarteschlange ersetzt. Werden zu viele Spiele verlassen, können automatische Strafen folgen.

### Kompetitives Spiel
Am 6. August 2016 führte Blizzard nach der Bekanntgabe zur Veröffentlichung erstmals Ranglistenspiele ein, um den kompetitiven Gedanken des Spiels voranzutreiben. Jeder Spieler muss am Anfang jeder Saison zehn Platzierungsspiele spielen, in denen das System versucht, den Spieler in den passenden Rang einzugliedern. Die Ränge lauten Bronze, Silber, Gold, Platin, Diamant, Meister, Großmeister und Top 500.
Am Ende eines Ranglistenspiels verändert sich sofort das Spielniveau basierend auf dem Ausgang des Spiels. Zusätzlich gibt es eine extra Belohnung in Form einer Spielwährung nach dem Abschluss. Diese Spielwährung ist nur durch das Gewinnen (bzw. auch Unentschieden) von Ranglistenspielen erhältlich. Am Ende einer Saison erhält der Spieler zusätzlich basierend auf seinem Spielniveau eine gewisse Anzahl an der Spielwährung. Mittels dieser Währung lassen sich für alle Helden besondere „goldene“ oder andersfarbige Waffen kaufen. Diese Waffen haben keinen Einfluss auf das Spiel und dienen lediglich der kosmetischen Verbesserung. Jeder Teilnehmer einer Ranglistensaison erhält für die jeweilige Saison einzigartige Sprays und Spieler-Icons.
Da das kompetitive Spiel für Spieler eingeführt wurde, die ihre Fähigkeiten mit anderen messen wollen, führte Blizzard besondere Strafen und Funktionen bei Verlassen des Spiels ein. Im Gegensatz zu Schnellsuche-Spielen wird vom System kein weiterer Mitspieler gesucht, sollte ein Spieler das Match verlassen. Die verbleibenden Spieler haben zwar die Möglichkeit, nach Ablauf einer bestimmten Zeit, das Spiel ohne Strafen zu verlassen, erhalten für dieses Spiel dennoch eine Niederlage mit der Anpassung ihres Spielniveaus. Spieler, die das Spiel vorzeitig verlassen, können keinem neuen Spiel beitreten, sich aber wieder mit dem zuvor gestarteten Spiel verbinden. Für ein vorzeitig verlassenes Spiel erhält der Spieler zusätzlich verringerte Erfahrungspunkte und kann bei wiederholtem Verlassen eine zeitlich begrenzte bis zu einer permanenten Spielsperre für Ranglistenspiele der laufenden Saison erhalten.

### Arcade
Zur Veröffentlichung von Overwatch gab es die Warteschlange „wöchentlicher Brawl“. Dort wechselten die Spielregeln wöchentlich, wie zum Beispiel festgelegte Helden oder zufällige Helden nach jedem Wiederauferstehen. Diese wöchentlich wechselnden Spielmodi wurden ab November 2016 in die neue „Arcade“ Warteschlange überführt. In diesem Modus wurden die wöchentlichen Brawls in eine Unterkategorie einsortiert und enthalten nun sämtliche Brawls. Bei jedem neuen Spiel über die Warteschlange „Alle Brawls“ wird zufällig ein vorhandener Brawl ausgewählt, der dann für die Runde gespielt wird. Es erfolgt dabei keine Anzeige, welcher Brawl ausgewählt wurde. Innerhalb des Arcade-Modus wurden neben den Warteschlangen für 3-gegen-3 Eliminierung und dem 1-gegen-1 Duell die Spielmodi für „Überraschungshelden“ und „keine Beschränkungen“ veröffentlicht. Der Modus 3-gegen-3 und 1-gegen-1 stellt Team-Deathmatch Partien bereit, in denen das Team gewinnt, welches das gegnerische Team komplett ausgelöscht hat. Bei den Überraschungshelden bekommt jeder Spieler nach dem Tod einen zufälligen Helden (wie im Brawl) zugeteilt. Die ultimative Fähigkeit wird in diesem Fall nach jedem Wechsel zurückgesetzt. Im Modus „keine Beschränkungen“ können, wie bei Release, beliebig viele gleiche Helden ausgewählt und gespielt werden. Zusätzlich wird einer der Arcade-Modi durch wechselnde Event-Modi ersetzt.

## Spielmodi und Karten
In Overwatch gibt es 30 verschiedene Karten. (Stand: Juni 2019) Die meisten bisher erschienenen Karten bilden verschiedene Regionen der Welt ab. Sie sind unterteilt in real existierenden Ländern, in denen sich der Spieler in einem bestimmten Bereich einer fiktiven Stadt bewegt.
Das Standardspiel wird als 5v5 auf einer zufällig ausgewählten Karte aus einem der fünf Standard-Spielmodi gespielt: Kontrolle, Eskorte, Flashpoint, Hybrid, Push, und wird Clash bei dessen Veröffentlichung einschließen. Dies ist sowohl im Menü für Schnelles Spiel als auch im Menü für Wettbewerbsspiel verfügbar. In der Arcade gibt es noch weitere Modi, wie Capture the Flag oder Eliminierung.

### Kontrolle
Kontrolle ist ein Spielmodus, in dem zwei Teams in einem Best-of-Three-Format um einen Eroberungspunkt kämpfen. Während ein Team die Kontrolle über einen Eroberungspunkt hat, erhält dieses Team Eroberungsprozente, bis es 100 % erreicht hat, und das Team, das zuerst 100 % erreicht, gewinnt die Runde. Die Verlängerung wird ausgelöst, wenn ein Team 99 % erreicht hat und der Punkt derzeit umkämpft wird. Dieser Spielmodus hat im Gegensatz zu anderen keinen Zeitlimit.
Alle drei Runden werden auf derselben Hauptkarte gespielt, wobei sich jede Runde in einem anderen Bereich der Karte befindet und einen neuen Eroberungspunkt aufweist. Wenn mehr Teammitglieder gleichzeitig den Punkt erobern, erhöht sich die Eroberungsgeschwindigkeit, wobei ein Limit von drei besteht; ein viertes Teammitglied hat keine Auswirkung auf die Eroberungsgeschwindigkeit.

### Eskorte
Eskorte ist ein Spielmodus, in dem das angreifende Team einen Frachttransport zu einem Lieferpunkt eskortieren muss, während das verteidigende Team versucht, dies zu verhindern, bis der Timer abläuft. Jede Karte hat drei Kontrollpunkte zwischen der Startposition und dem Lieferpunkt, die, wenn sie erreicht werden, den Timer erhöhen und die Spawnpunkte beider Teams verschieben. Die Verlängerung wird ausgelöst, wenn die Zeit abläuft, während die Fracht vom angreifenden Team umkämpft wird.

### Flashpoint
Flashpoint ist ein Spielmodus der einige Ähnlichkeiten mit Kontrolle aufweist. Jede Flashpoint-Karte hat fünf Eroberungspunkte, sogenannte „Flashpoints“, und ein Team muss drei davon erobern, um das Spiel zu gewinnen. Die Eroberungsgeschwindigkeit von Flashpoints ist deutlich schneller als die eines Kontrolle-Eroberungspunkts. Sobald ein Team einen Punkt erobert hat, wird der nächste Punkt nach 40 Sekunden freigeschaltet.
Der erste Punkt, der freigeschaltet wird, befindet sich immer in der Mitte der Karte, aber die folgenden Punkte können einer der anderen vier sein, solange er während dieses Spiels noch nicht verwendet wurde. Die Spawnpunkte der Teams ändern sich, wenn Flashpoints erobert werden und das Ziel auf der Karte verschoben wird.

### Hybrid
Hybrid ist ein Spielmodus, der mit einem Assault-Eroberungspunkt beginnt und mit einem Eskorte-Ziel fortgesetzt wird. Sobald das angreifende Team den anfänglichen Punkt erobert hat, werden die Spawnpunkte beider Teams verschoben. Die Fracht wird dann freigeschaltet, und die Spieler müssen die Fracht durch zwei Kontrollpunkte eskortieren, um zu gewinnen. Die Verlängerung wird ausgelöst, wenn die Zeit abläuft, während die Fracht oder der Eroberungspunkt vom angreifenden Team umkämpft wird.

### Push
Push ist ein Spielmodus, der zusammen mit Overwatch 2 veröffentlicht wurde. Zwei Teams kämpfen darum, einen Roboter zu eskortieren, der ein Ziel auf die gegnerische Seite der Karte schiebt. Jede Karte hat zwei Kontrollpunkte entlang des Zielweges. Wenn ein Team den Roboter über den ersten feindlichen Kontrollpunkt eskortiert, wird ihr Spawnpunkt zum „Vorwärtsspawnpunkt“ verschoben. Wenn kein Team beide Kontrollpunkte erreicht, gewinnt das Team, das sein Ziel am weitesten geschoben hat. Die Verlängerung wird ausgelöst, wenn das Team mit weniger Fortschritt den Roboter besitzt, wenn die Zeit abläuft.

### Clash
Clash ist ein bevorstehender Spielmodus für Overwatch 2, der voraussichtlich in Saison 11 debütieren wird. Clash hat insgesamt fünf Eroberungsziele, die in einem linearen Muster auf einer gespiegelten Karte platziert sind und mit den Buchstaben A bis E gekennzeichnet sind. Ziel C, das mittlere Ziel, wird immer zuerst aktiviert. Punkte werden erzielt, indem eines der Ziele vollständig erobert wird, und Ziele können mehrmals erobert werden. Wenn ein Team das aktuelle Ziel erobert, erhält es einen Punkt für seinen Gesamtpunktestand, und ein neues Ziel näher am Spawnpunkt des gegnerischen Teams wird aktiviert.

Teams können auf zwei Arten gewinnen: indem sie fünf Punkte erreichen, bevor das gegnerische Team dies tut, oder indem sie das Ziel erobern, das dem Spawnpunkt des gegnerischen Teams am nächsten liegt (A oder E). Wenn ein Team das letzte Ziel erobert, gewinnt es unabhängig von seinen aktuellen Punkten.

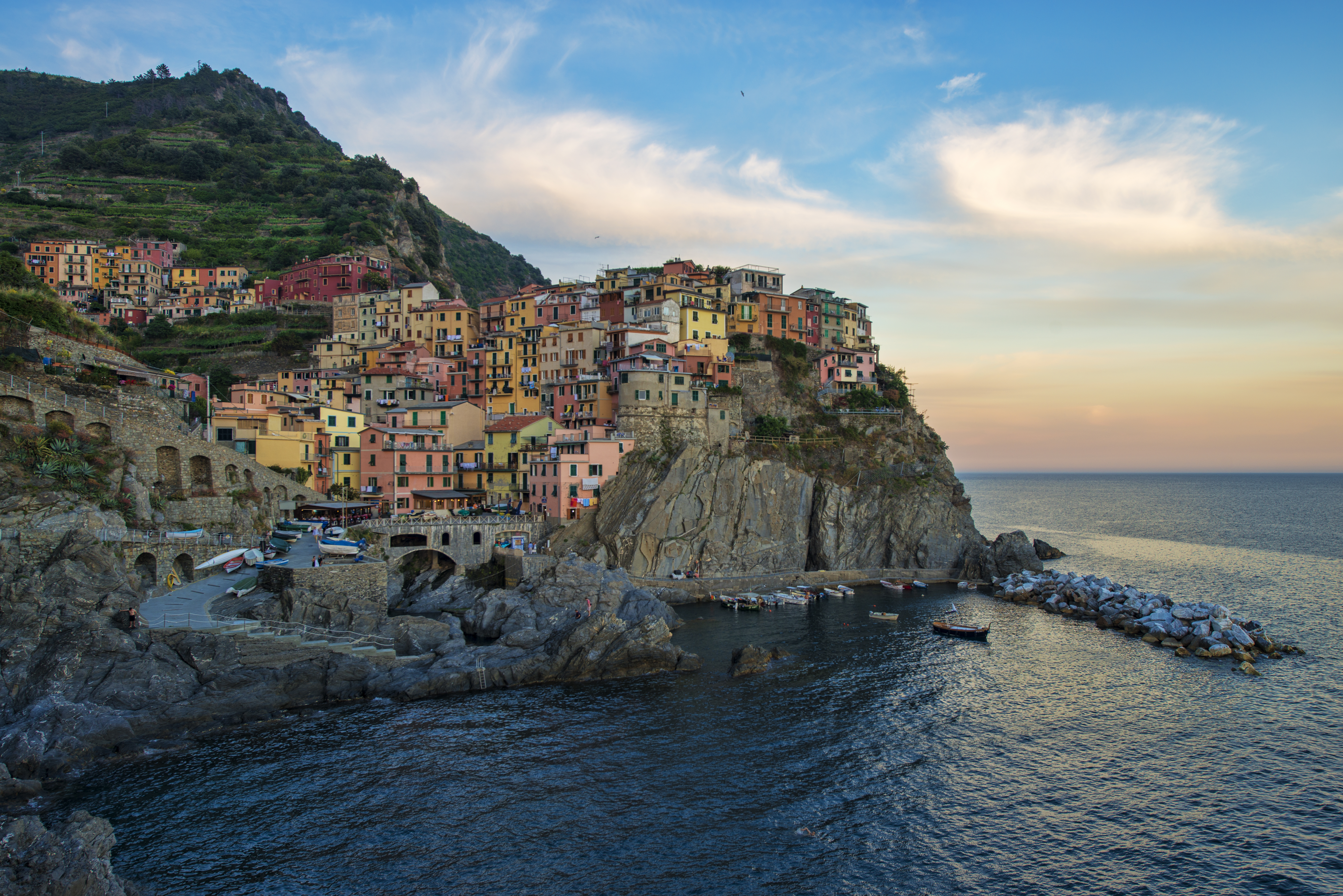
Das Aussehen der auf einer Stadt in Mexiko basierenden Karte „Dorado“ basiert irrtümlicherweise auf dem Aussehen der italienischen Stadt Manarola.

## Helden in Overwatch

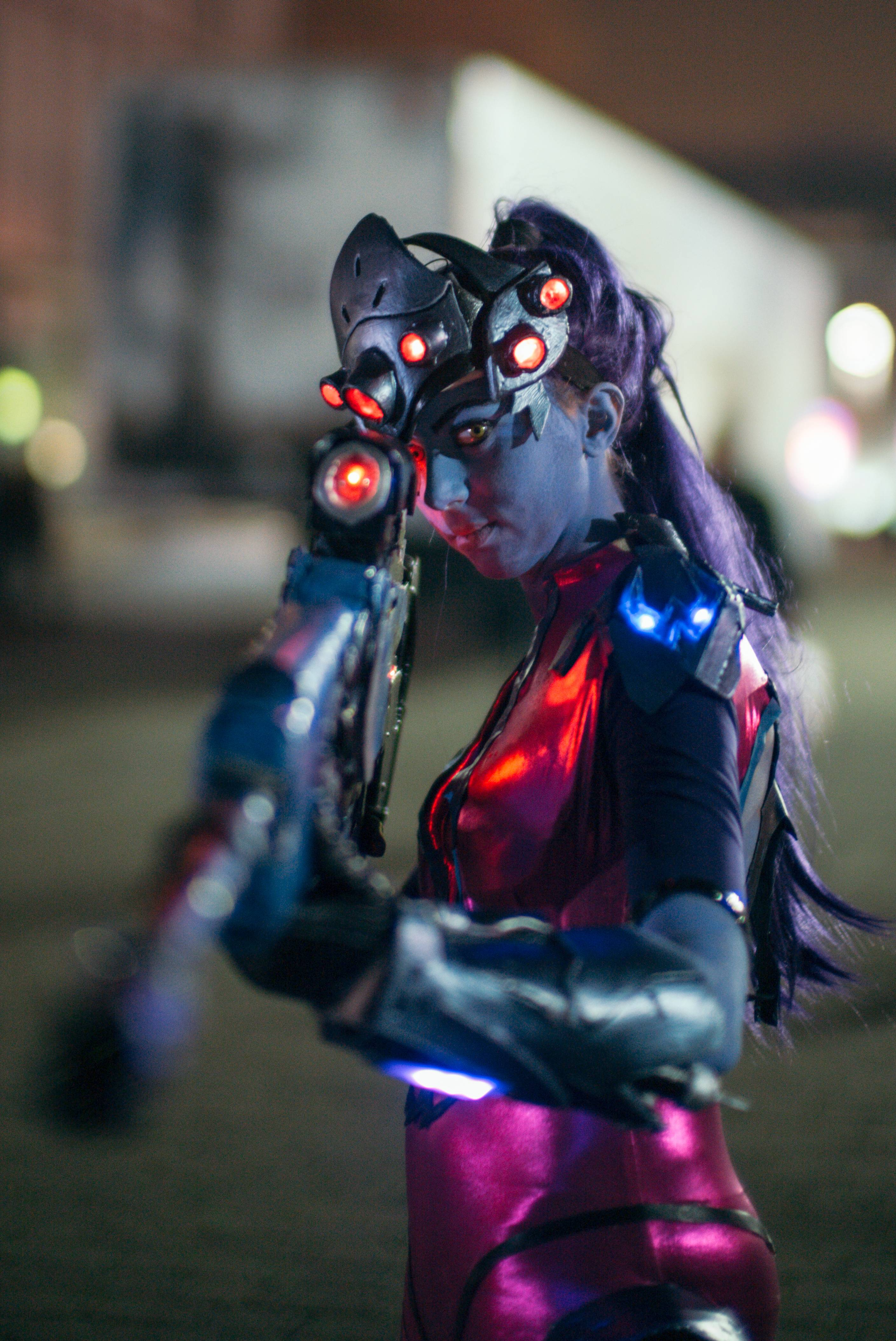
Cosplay der Overwatch-Heldin Widowmaker auf der MCM London Comic Con 2016

Ein Held ist dabei eine bestimmte fiktive Person mit einer fiktiven Biographie. Er repräsentiert den Spieler während einer Runde in Overwatch 2. Durch diesen nimmt der Spieler, der den Helden durch periphere Eingabegeräte steuert, die Spielumgebung wahr. Er ist vergleichbar mit einem Avatar in Massively Multiplayer Online Role-Playing Spielen. Overwatch-Helden können durch den Spieler lediglich durch freischaltbare Skins angepasst werden.
Zur Veröffentlichung des Spiels wurden insgesamt 21 Helden enthüllt. Es wurden seitdem zusätzlich 19 weitere Helden in das Spiel integriert (Stand: April 2024). Jeder Held in Overwatch besitzt eine einzigartige Waffe und unterschiedliche Fähigkeiten. Diese teilen sich auf in aktive und passive Fähigkeiten sowie eine besonders mächtige Ultimative Fähigkeit die nach Aufladung bereit steht. Die aktiven Fähigkeiten unterliegen dabei einer Abklingzeit.
Die Lebenspunkte eines Helden geben an, wie viel Schaden dieser maximal erleiden kann, bevor er virtuell ablebt. Nach einer Zeit, in der man keinen Schaden erleidet, regenerieren sich diese automatisch. Ebenfalls können sie durch Unterstützungshelden wiederhergestellt werden oder durch auf der Karte befindlichen Medikits aufgefüllt werden. Stirbt ein Held in Overwatch 2, wird diesem eine sogenannte „Killcam“ gezeigt. Diese wiederholt dem Spieler aus der Perspektive des Gegners, wie dieser den eigenen Helden getötet hat. Diese Killcam ist kurz nach dem Release und besonders im kompetitiven Modus umstritten, da sie bestimmte Informationen anzeigt, die nur der Gegner sehen kann. Vor allem die Anzeige der Verfügbarkeit der gegnerischen ultimativen Fähigkeit oder die Position von Symmetras Teleporter stellen einige Beispiele dar.

### Synchronisation
Die nachfolgende Tabelle stellt die Synchronsprecher der englischen und deutschen Synchronisation den jeweiligen Helden und nicht spielbaren Charakteren gegenüber.
| Synchronisation                          | Synchronisation                                   | Synchronisation                                                    | Synchronisation   |
| Held                                     | Englischer Spreche                                | Deutscher Sprecher                                                 | Veröffentlichung  |
| ---------------------------------------- | ------------------------------------------------- | ------------------------------------------------------------------ | ----------------- |
| Ana Amari (Unterstützung)                | Aysha Selim                                       | Martina Treger                                                     | 19. Juli 2016     |
| Ashe (Schaden)                           | Jennifer Hale                                     | Nana Spier                                                         | 13. November 2018 |
| Baptiste (Unterstützung)                 | Benz Antoine                                      | Sascha Rotermund                                                   | 19. März 2019     |
| Bastion (Schaden)                        | Chris Metzen                                      | Chris Metzen                                                       | 24. Mai 2016      |
| Brigitte (Unterstützung)                 | Matilda Smedius                                   | Regina Beckhaus                                                    | 28. Februar 2018  |
| Cassidy / ehem. Jesse McCree (Schaden)   | Matthew Mercer                                    | Torben Liebrecht                                                   | 24. Mai 2016      |
| Doomfist (Tank)                          | Sahr Ngaujah                                      | Tobias Meister                                                     | 27. Juli 2017     |
| D.Va (Tank)                              | Charlet Chung                                     | Julia Meynen                                                       | 24. Mai 2016      |
| Echo (Schaden)                           | Jeannie Bolet                                     | Ranja Bonalana                                                     | 14. April 2020    |
| Freja (Schaden)                          | Olivia Le Andersen                                |                                                                    | 22. April 2025    |
| Genji Shimada (Schaden)                  | Gaku Space                                        | Yusuke Yamasaki                                                    | 24. Mai 2016      |
| Hanzo Shimada (Schaden)                  | Paul Nakauchi                                     | Bernd Vollbrecht                                                   | 24. Mai 2016      |
| Hazard (Tank)                            | Conor McLeod                                      | Amadeus Strobl                                                     | 10. Dezember 2024 |
| Illari (Unterstützung)                   | Andre Cisneros                                    | Karolina Nägele                                                    | 10. August 2023   |
| Junkrat (Schaden)                        | Chris Parson                                      | Manuel Straube                                                     | 24. Mai 2016      |
| Junker Queen (Tank)                      | Siho Ellsmore                                     | Bianca Krahl                                                       | 28. Juni 2022     |
| Kiriko (Unterstützung)                   | Sally Amaki                                       | Anna Ewelina                                                       | 4. Oktober 2022   |
| Lifeweaver (Unterstützung)               | Phuwin Tangsakyuen                                | Sebastian Griegel                                                  | 11. April 2023    |
| Lúcio (Unterstützung)                    | Jonny Cruz                                        | Leonhard Mahlich                                                   | 24. Mai 2016      |
| Mauga (Tank)                             | John Tui                                          | Daniel Welbat                                                      | 5. Dezember 2023  |
| Mei (Schaden)                            | Zhang Yu                                          | Rubina Kuraoka                                                     | 24. Mai 2016      |
| Mercy (Unterstützung)                    | Lucie Pohl                                        | Farina Brock                                                       | 24. Mai 2016      |
| Moira (Unterstützung)                    | Genevieve O’Reilly                                | Alexandra Lange                                                    | 16. November 2017 |
| Orisa (Tank)                             | Cherrelle Skeete                                  | Dela Dabulamanzi                                                   | 21. März 2017     |
| Pharah (Schaden)                         | Jen Cohn                                          | Ghadah Al-Akel / Silvia Mißbach (Wechsel mit PVE-Event „Aufstand“) | 24. Mai 2016      |
| Ramattra (Tank)                          | Ramon Tikaram                                     | Dietmar Wunder                                                     | 4. Dezember 2022  |
| Reaper (Schaden)                         | Keith Ferguson                                    | Torsten Michaelis                                                  | 24. Mai 2016      |
| Reinhardt (Tank)                         | Darin De Paul                                     | Gerhard Jilka                                                      | 24. Mai 2016      |
| Roadhog (Tank)                           | Josh Petersdorf                                   | Milton Welsh                                                       | 24. Mai 2016      |
| Sigma (Tank)                             | Boris Hiestand                                    | Richard Gonlag                                                     | 13. August 2019   |
| Soldier: 76 (Schaden)                    | Fred Tatasciore                                   | Martin Keßler                                                      | 24. Mai 2016      |
| Sombra (Schaden)                         | Carolina Ravassa                                  | Lara Trautmann                                                     | 15. November 2016 |
| Symmetra (Schaden)                       | Anjali Bhimani                                    | Sanam Afrashteh                                                    | 24. Mai 2016      |
| Sojourn (Schaden)                        | Cherise Boothe                                    | Carin C. Tietze                                                    | 14. April 2022    |
| Torbjörn (Schaden)                       | Keith Silverstein                                 | Stefan Gossler                                                     | 24. Mai 2016      |
| Tracer (Schaden)                         | Cara Theobold                                     | Luisa Wietzorek                                                    | 24. Mai 2016      |
| Venture (Schaden)                        | Valeria Rodriguez                                 | Derya Flechtner                                                    | 16. April 2024    |
| Widowmaker (Schaden)                     | Chloé Hollings                                    | Vera Teltz                                                         | 24. Mai 2016      |
| Winston (Tank)                           | Crispin Freeman                                   | Matti Klemm                                                        | 24. Mai 2016      |
| Wrecking Ball (Tank)                     | Dee Bradley Baker (Hammond) Jonathan Lipow (Mech) | Dee Bradley Baker (Hammond) Stefan Lehnen (Mech)                   | 24. Juli 2018     |
| Zarya (Tank)                             | Dolya Gavanski                                    | Katharina Spiering                                                 | 24. Mai 2016      |
| Zenyatta (Unterstützung)                 | Feodor Chin                                       | Frank Schaff                                                       | 24. Mai 2016      |
| Athena (KI)                              | Evelyn Duah                                       | Maria Koschny                                                      |                   |
| Hal-Fred Glitchbot (Fracht in Hollywood) | Travis Willingham                                 | Klaus-Dieter Klebsch                                               |                   |
| Trainingsbot                             | Aaron Phillips                                    | Aaron Phillips                                                     |                   |

## Technik
Overwatch 2 setzt für die Ausführung des Mehrspieler-Modus eine permanente Internetverbindung voraus. Nach Auswertung ihres Könnens werden Spieler automatisch durch die Online-Spieleplattform Battle.net anderen Spielern zugewiesen. Jeder Spieler besitzt ein sogenanntes Matchmaking Rating (engl. für Spielersuche-Wertung, MMR abgekürzt) auf Basis der Elo-Zahl. Das MMR stellt sicher, dass Spieler immer mit anderen und gegen andere Spieler ähnlichen Könnens antreten. Je nach spielerischem Können bekommt oder verliert man am Ende eines Matchmaking Spiels eine variable Anzahl an Elo-Punkten.
Die PC-Version des Spiels besitzt leicht veränderte Einstellungen als die Konsolenversionen. Da es für den Spieler am PC einfacher ist, Ziele mittels Maus und Tastatur anzuvisieren, wurde für die Konsolenversion ein sogenannter „aim assist“ eingefügt. Die Software unterstützt den Spieler mittels dieser Technik beim Anvisieren von Zielen. Auf Grund der unterschiedlichen Netzwerke und der unterschiedlichen Heldenabstimmung inklusive des „aim assist“ wurde das Zusammenspielen von Spielern zwischen den Plattformen nicht eingefügt. Jede Plattform besitzt daher ihre eigene Spielerbasis.
Die PC-Version von Overwatch war mit der Dolby-Atmos-Technik ausgestattet und war das erste Spiel, das diese Technik auch über Kopfhörer wiedergeben konnte.

## Entwicklung und Veröffentlichung

### Entwicklung
2007 spekulierten Internetnutzer in Foren über ein neues MMORPG von Blizzard, da auf Blizzards Internetseite bestimmte Jobausschreibungen in diesem Bereich eingestellt wurden. Blizzard bestätigte, dass die Ausschreibungen echt seien und das Spiel keine Erweiterung für World of Warcraft sein werde, sondern ein komplett neues Universum bilden soll. Im November 2010 wurde illegal eine Zeitplanung veröffentlicht, die, neben anderen Spielen von Blizzard, auch das Spiel Titan mit einer Veröffentlichung im Jahr 2013 darstellt. 2010 teilte Michael Morhaime, CEO von Blizzard mit, dass Blizzard von World of Warcraft gelernt hat und dieses Wissen für Titan gebrauchen wird. Zudem glaubte er, dass sich Titan und World of Warcraft gemeinsam im MMORPG-Markt befinden können, da Titan ein komplett neues Genre für die Spielebranche eröffnen werde. Im März 2011 bestätigte Blizzard, dass das Spiel bereits intern spielbar ist und für die nächsten zehn Jahre geplant sei. Im September 2012 arbeiteten etwa 100 Entwickler an Titan.
Am 28. Mai 2013 wurde bekannt, dass sich das Titan-Team neu strukturieren werde. 70 % der Designer werden zu World of Warcraft, Diablo III und StarCraft II wechseln. Zudem wurde der geheime geplante Veröffentlichungszeitraum nach hinten verschoben. Im August 2013 bestätigte Morhaime, dass das Spiel eine neue Richtung gehen werde und es für Blizzard normal sei, sich bei Entwicklungen für Spiele Zeit zu nehmen. Am 23. September 2014 wurde angekündigt, dass sich Project Titan nicht mehr in Entwicklung befindet.

„“We didn’t find the fun. We didn’t find the passion. We talked about how we put it through a reevaluation period, and actually, what we reevaluated is whether that’s the game we really wanted to be making. The answer is no.”
‚Wir haben den Spaß nicht gefunden. Wir haben die Leidenschaft nicht gefunden. Wir haben darüber gesprochen, wie wir das Spiel neu machen können, wir haben uns die Frage gestellt, ob es das Spiel ist, was wir wirklich machen wollen. Die Antwort ist nein.‘“

Kurz nach dieser Ankündigung wurden mehrere Spieldetails bekannt. So sollte Titan ein MMORPG sein und die Handlung sollte auf einer zukünftigen Erde stattfinden. Am Tag sollte man Jobs erledigen, während man in der Nacht Feinde besiegen musste. Die Spieldetails wurden von ehemaligen Blizzardentwicklern veröffentlicht, wurden jedoch nie offiziell bestätigt.
Overwatch wurde anlässlich der BlizzCon am 7. November 2014 offiziell vorgestellt. Blizzard bestätigte, dass viele Thematiken in Overwatch von Titan stammen und sich das Spiel aus Titan entwickelt habe. So wurden einige Karten und Helden aus Titan übernommen. Zunächst stand die Überlegung im Raum, das Spiel als ein durch Mikrozahlungen unterstütztes Free-to-play-Spiel anzubieten. Dieses Geschäftsmodell wird auch bei Blizzards Hearthstone und Heroes of the Storm verwendet. Auf der BlizzCon 2015 bestätigte Blizzard jedoch, dass das Spiel nicht Free-to-play sein wird, da es spieltechnisch nicht funktionieren würde.
Die geschlossene Beta startete am 27. Oktober 2015 und endete am 25. April 2016. Für deren Teilnahme meldeten sich bis Anfang 2016 acht Millionen Menschen an. Die offene Beta startete am 5. Mai 2016, für Vorbesteller am 3. Mai 2016, und endete am 10. Mai 2016. Insgesamt nahmen 9,7 Millionen Spieler an der offenen Beta teil.

### Veröffentlichung
Overwatch erschien am 24. Mai 2016. Es ist als „Standardversion“, „Origins Edition“ und „Collector’s Edition“ erhältlich. Die „Origins Edition“ bietet im Spiel fünf zusätzliche Heldenskins, außerdem kosmetische Ergänzungen für die Spiele World of Warcraft, Hearthstone: Heroes of Warcraft, Diablo III, Heroes of the Storm und StarCraft II. Mit der Vorbestellung der Origins Edition erhielt man zusätzlich den Heldenskin „Noire Widowmaker“, welcher als beigefügter Code einzulösen war und nicht direkt im Spiel freigeschaltet ist. Die Collector’s Edition umfasst alle Inhalte der Origins Edition und enthält zusätzlich einen illustrierten Begleitband, den offiziellen Soundtrack und eine Statue von „Soldier: 76“, die eine Höhe von 32,5 Zentimetern hat.
Bereits zum Release kündigte Blizzard an, dass ein kompetitiver Mehrspieler-Modus (ein Ranked-System, ähnlich wie in Hearthstone: Heroes of Warcraft) ins Spiel integriert werden soll, welcher erstmals in der geschlossenen Beta zur Verfügung stand. Für die endgültige Veröffentlichung wurden einige Verbesserungen angekündigt und übernommen. Der kompetitive Mehrspieler-Modus wurde nach dem Release am 29. Juni 2016 mit einem Patch in das Spiel integriert.

## Rezeption

### Kritik in der Entwicklungsphase
Gleich mehrfach wurde in den Medien die Darstellung weiblicher Helden diskutiert. Bereits Anfang 2015 bezeichnete Die Zeit die „muskulöse […] Soldatin“ Zarya als „eine Ausnahmeerscheinung“, da sie mit ihrem burschikosen Äußeren nicht der gängigen Erscheinung weiblicher Charaktere in Videospielen entspreche. Mit Beginn des Jahres 2016 geriet eine als sexistische empfundene Siegerpose der Heldin Tracer in die Kritik, woraufhin Blizzard eine Überarbeitung vornahm.
Weiterhin wurden vor dem Start Probleme bei der Verteilung der Klassenfähigkeiten berichtet, die als nicht ausgewogen galten: Einige Helden erschienen als zu übermächtig. Während der Beta-Testphase stellten Spieler zudem Probleme bei der Gestaltung der Spielfelder fest. Diese enthielten teilweise sogenannte „Flaschenhälse“, die aufgrund fehlender Umgehungsmöglichkeiten kaum bezwungen werden konnten.

### Kritiken nach Veröffentlichung
Overwatch erhielt überwiegend positive Kritiken. Die Website Metacritic errechnete aus 62 Rezensionen einen mittleren Wert von 91 der maximal 100 möglichen Punkte, womit das Spiel als überdurchschnittlich gilt. Die Website GameRankings ermittelte auf gleichem Wege aber aus nur 38 Rezensionen ebenfalls eine Wertung von 91 Prozent des Optimums.
Negativ angesprochen werden in den meisten Testberichten fehlende Spielmodi. Auf den insgesamt zwölf Spielkarten sei mit nur drei verschiedenen Spielmodi die Abwechslung zu gering. Hinzu komme das bereits in der Beta-Testversion bemängelte Kartendesign. Einige Karten seien für die verteidigende Gruppe zu einfach zu halten, während Angreifer ohne ausgeklügelte Taktik keine Chance hätten, das Spiel zu gewinnen. So würden zu viele Siege den Verteidigern zufallen. Im Vergleich zu den Neuheiten des teambasierten Shooters Team Fortress 2 von Valve enthalte Overwatch nichts derartiges, weswegen das Spiel in der GameStar keine überdurchschnittliche Wertung erreichte. Lediglich die große Auswahl an unterschiedlichen Helden stelle eine wesentliche Neuerung dar.

„Overwatch erfindet das Team-Shooter-Rad nicht neu, mixt aus etablierten Mechaniken aber einen der besten Genre-Vertreter der letzten Jahre.“

Schon im Startbildschirm des Spiels beeindrucken laut Gamestar die detailreich gestalteten Helden in ihren eindrucksvollen Kampfposen, wobei insbesondere die zeitlose comicartige Gestaltung zu imponieren weiß. Vor allem die Animationen der Helden während des Spiels seien liebevoll gestaltet, was aber erst bei genauerem Hinsehen bemerkt würde. Es mache einfach Spaß, jeden Helden mit seinen einzigartigen Fähigkeiten auszuprobieren, so Dimitry Halley von Gamestar. Die Lernkurve des Spiels sei relativ flach, so dass auch Anfänger leicht ins Spiel hineinfinden – man lerne von Runde zu Runde quasi automatisch dazu. Zudem sei es Blizzard gelungen, die griffige Steuerung auf allen unterstützten Plattformen nahezu identisch umzusetzen.
Allgemein sei Overwatch ein rundum gelungener Shooter, der auch Gelegenheitsspieler begeistern könne und abendfüllende Spielrunden mit Freunden garantiere. Vor allem die Möglichkeit, das Team auch durch das Einnehmen von Zielen voranzubringen, wird lobend erwähnt. Overwatch sei der erste Shooter, der das Umbringen von Gegnern und deren Unterstützungen vergleichsweise gering gewichtet und stattdessen andere Ziele in den Vordergrund stellt.
Zusätzlich wird die kurze Spielzeit als angenehm empfunden. Niederlagen fielen so weniger ins Gewicht und die Spieler seien weniger aufgebracht bei verlorengegangenen Spielen.  Das Spiel sei zwar als Mehrspieler-Shooter ausgelegt und werde als solches auch vermarktet, dennoch sticht in der Gesamtbetrachtung das Fehlen eines Einzelspielermodus oder einer Kampagne negativ hervor. Zudem sei das sogenannte Matchmaking-System noch verbesserungswürdig, da es Einzelspielern bisweilen auch volle Gruppen und damit übermächtige Gegner zuteilt. Overwatch sei insbesondere in einer Gruppe mit Freunden sehr unterhaltsam.

„“Overwatch is an amazing experience. It’s fresh and consistently fun, with matches that are great in random groups, but astonishingly good when played with friends. Blizzard has taken its masterful art of polishing and perfection to the team shooter, and things will never be the same.”
‚Overwatch ist eine tolle Erfahrung. Es kommt frisch daher und sorgt lange für Spielspaß. Selbst mit zufällig ausgewählten Spielern ist es schon erstaunlich unterhaltsam, zusammen mit Freunden wird es jedoch erst richtig gut. Blizzard hat seine meisterhaften Fähigkeiten was den letzten Feinschliff und Perfektion in der Umsetzung angeht, auf das Genre der Ego-Shooter übertragen und damit einen neuen Standard gesetzt.‘“

### Verkaufs- und Spielerzahlen
In Großbritannien erreichte der Titel in der Release-Woche Platz 1 der Verkaufscharts und ist damit der bislang am besten verkaufte Konsolentitel von Blizzard. In der ersten Verkaufswoche generierte Overwatch einen Umsatz von 270 Millionen US-Dollar. Darin einbezogen sind die verkauften digitalen Versionen des Spiels und die sogenannten Lootboxes, mit denen In-Game-Gegenstände gekauft werden können. Für den Zeitraum von Januar bis November 2016 (das Spiel erschien erst Ende Mai) erreichte Overwatch Platz eins der Verkaufscharts weltweit mit einem Gesamtumsatz (Spielinhalte und Spielversion) von 586 Millionen Dollar.
Eine Woche nach Veröffentlichung konnte Overwatch bereits sieben Millionen Spieler vorweisen, nach zwei Wochen zehn Millionen. Im August 2016 erreichte Overwatch eine Spielerzahl von über 15 Millionen Spielern. Insgesamt wurden bis August 2016 rund 500 Millionen Stunden in Overwatch gespielt. Damit hat das Spiel in dieser Zeit mehr Spieler erreicht als die anderen Blizzard-Titel und konnte innerhalb des ersten Verkaufsjahres mehr aktive Spieler vorweisen, als World of Warcraft in Spitzenzeiten erreicht hatte. Im Januar 2017 veröffentlichte Overwatch-Entwickler Blizzard weitere Spielerzahlen. Demnach haben bis Ende Januar insgesamt 25 Millionen Spieler mindestens einmal Overwatch gespielt. Eine Aufteilung der Zahlen nach Plattformen wurde nicht vorgenommen.
In Südkorea hat das Spiel laut Gametrics, einem koreanischen Marktforschungsinstitut, das das Nutzerverhalten in 4.000 Internet-Cafés beobachtet, den vorherigen Spitzenreiter League of Legends als meistgespieltes Spiel in den sogenannten PC Bangs abgelöst. Dieser Erfolg wird mitunter dadurch begründet, dass das Spiel in Südkorea auf Grund der Verfügbarkeit in den PC Bangs kein Geld kostet (ausgenommen In-Game-Gegenstände). Ende November 2016 hat Overwatch diese Spitzenposition wieder verloren.

## Auszeichnungen
Die folgende Tabelle listet die Auszeichnungen auf, in denen das Spiel mindestens nominiert war.
| Jahr | Award                                                       | Kategorie                                  | Ergebnis  | EN            |
| ---- | ----------------------------------------------------------- | ------------------------------------------ | --------- | ------------- |
| 2016 | Golden Joystick Awards 2016                                 | Best Original Game                         | Gewonnen  | [ 77 ] [ 78 ] |
| 2016 | Golden Joystick Awards 2016                                 | Best Visual Design                         | Nominiert | [ 77 ] [ 78 ] |
| 2016 | Golden Joystick Awards 2016                                 | Best Audio                                 | Nominiert | [ 77 ] [ 78 ] |
| 2016 | Golden Joystick Awards 2016                                 | Best Multiplayer Game                      | Gewonnen  | [ 77 ] [ 78 ] |
| 2016 | Golden Joystick Awards 2016                                 | Best Gaming Moment (Play of the Game)      | Gewonnen  | [ 77 ] [ 78 ] |
| 2016 | Golden Joystick Awards 2016                                 | Game of the Year                           | Nominiert | [ 77 ] [ 78 ] |
| 2016 | Golden Joystick Awards 2016                                 | PC Game of the Year                        | Gewonnen  | [ 77 ] [ 78 ] |
| 2016 | Golden Joystick Awards 2016                                 | Competitive Game of the Year               | Gewonnen  | [ 77 ] [ 78 ] |
| 2016 | The Game Awards 2016                                        | Game of the Year                           | Gewonnen  | [ 79 ] [ 80 ] |
| 2016 | The Game Awards 2016                                        | Best Game Direction                        | Gewonnen  | [ 79 ] [ 80 ] |
| 2016 | The Game Awards 2016                                        | Best Art Direction                         | Nominiert | [ 79 ] [ 80 ] |
| 2016 | The Game Awards 2016                                        | Best Action Game                           | Nominiert | [ 79 ] [ 80 ] |
| 2016 | The Game Awards 2016                                        | Best Multiplayer                           | Gewonnen  | [ 79 ] [ 80 ] |
| 2016 | The Game Awards 2016                                        | ESports Game of the Year                   | Gewonnen  | [ 79 ] [ 80 ] |
| 2016 | Gamespots Best of 2016                                      | The Best PC Games of 2016                  | Top 5     | [ 81 ]        |
| 2016 | Gamespots Best of 2016                                      | The Best Xbox One Games of 2016            | Top 5     | [ 82 ]        |
| 2016 | Gamespots Best of 2016                                      | The Best PS4 Games of 2016                 | Top 5     | [ 83 ]        |
| 2016 | Gamespots Best of 2016                                      | Game of the Year                           | Gewonnen  | [ 84 ]        |
| 2016 | Giant Bombs 2016 Game of the Year Awards                    | Best Debut                                 | Gewonnen  | [ 85 ]        |
| 2016 | Giant Bombs 2016 Game of the Year Awards                    | Best Multiplayer                           | Gewonnen  | [ 86 ]        |
| 2016 | Giant Bombs 2016 Game of the Year Awards                    | Best Game                                  | 3. Platz  | [ 87 ]        |
| 2016 | Eurogamer Game of the Year                                  | Game of the Year                           | Gewonnen  | [ 88 ]        |
| 2016 | Polygons 2016 Games of the Year                             | Game of the Year                           | 3. Platz  | [ 89 ]        |
| 2016 | PCGamers Game of the Year Awards 2016                       | Best Multiplayer                           | Gewonnen  | [ 90 ]        |
| 2016 | Game Informers Best of 2016 Awards                          | Best Competitive Multiplayer               | Gewonnen  | [ 91 ]        |
| 2016 | Game Informers Best of 2016 Awards                          | Best Shooter                               | Gewonnen  | [ 91 ]        |
| 2016 | Game Informers Best of 2016 Awards                          | Game of the Year                           | Gewonnen  | [ 91 ]        |
| 2016 | Hollywood Music in Media Awards 2016                        | Best Original Score – Video Game           | Gewonnen  | [ 92 ]        |
| 2016 | IGN Best of 2016 Awards                                     | Best Shooter                               | Gewonnen  | [ 93 ]        |
| 2016 | IGN Best of 2016 Awards                                     | Best eSports Game                          | Gewonnen  | [ 93 ]        |
| 2016 | IGN Best of 2016 Awards                                     | Best Multiplayer                           | Gewonnen  | [ 93 ]        |
| 2016 | IGN Best of 2016 Awards                                     | PC Game of the Year                        | Gewonnen  | [ 93 ]        |
| 2016 | IGN Best of 2016 Awards                                     | Game of the Year                           | Gewonnen  | [ 93 ]        |
| 2016 | Slant Magazine: Top 25 Best Video Games of 2016             | Game of the Year                           | 3. Platz  | [ 94 ]        |
| 2016 | Game Revolutions End of 2016 Awards                         | Best Game                                  | Gewonnen  | [ 95 ]        |
| 2016 | EGMs Best of 2016                                           | Game of the Year                           | Gewonnen  | [ 96 ]        |
| 2016 | GamesTMs Game of the Year Awards                            | Game of the Year                           | Gewonnen  | [ 97 ]        |
| 2016 | The Escapist Awards 2016                                    | Best Shooter, Multiplayer                  | Gewonnen  | [ 98 ]        |
| 2016 | The Escapist Awards 2016                                    | Game of the Year                           | Gewonnen  | [ 99 ]        |
| 2016 | Academy of Interactive Arts & Sciences D.I.C.E. Awards 2016 | Game of the Year                           | Gewonnen  | [ 100 ]       |
| 2016 | Academy of Interactive Arts & Sciences D.I.C.E. Awards 2016 | Action Game of the Year                    | Gewonnen  | [ 100 ]       |
| 2016 | Academy of Interactive Arts & Sciences D.I.C.E. Awards 2016 | Outstanding Achievement in Animation       | Nominiert | [ 100 ]       |
| 2016 | Academy of Interactive Arts & Sciences D.I.C.E. Awards 2016 | Outstanding Technical Achievement          | Nominiert | [ 100 ]       |
| 2016 | Academy of Interactive Arts & Sciences D.I.C.E. Awards 2016 | Outstanding Achievement in Online Gameplay | Gewonnen  | [ 100 ]       |
| 2016 | Academy of Interactive Arts & Sciences D.I.C.E. Awards 2016 | Outstanding Achievement in Game Design     | Gewonnen  | [ 100 ]       |
| 2016 | Game Developers Choice Awards 2016                          | Game of the Year                           | Gewonnen  | [ 101 ]       |
| 2016 | Game Developers Choice Awards 2016                          | Best Audio                                 | Nominiert | [ 101 ]       |
| 2016 | Game Developers Choice Awards 2016                          | Best Design                                | Gewonnen  | [ 101 ]       |
| 2016 | Game Developers Choice Awards 2016                          | Best Technology                            | Nominiert | [ 101 ]       |
| 2016 | Game Developers Choice Awards 2016                          | Best Visual Art                            | Nominiert | [ 101 ]       |
| 2017 | British Academy of Film and Television Arts                 | Best Multiplayer                           | Gewonnen  | [ 102 ]       |
| 2018 | The Game Awards 2018                                        | Best Ongoing Game                          | Nominiert | [ 103 ]       |
| 2018 | The Game Awards 2018                                        | Best E-Sports Game                         | Gewonnen  | [ 103 ]       |